# Apportez Votre Vin
Pour les articles homonymes, voir AVV.
 (signalé en juin 2025).
Si vous disposez d'ouvrages ou d'articles de référence ou si vous connaissez des sites web de qualité traitant du thème abordé ici, merci de compléter l'article en donnant les références utiles à sa vérifiabilité et en les liant à la section « Notes et références ».
- Archive Wikiwix
- Bing
- Cairn
- DuckDuckGo
- E. Universalis
- Gallica
- Google
- G. Books
- G. News
- G. Scholar
- Persée
- Qwant
- (zh) Baidu
- (ru) Yandex
- (wd) trouver des œuvres sur Wikidata

Au Canada, la pratique Apportez Votre Vin ou AVV a pris son envol dans les années 1980 lorsqu’un groupe de commerçants du Plateau Mont-Royal à Montréal, profitant d’un vide juridique, a décidé de permettre aux clients d’apporter leur propre vin. Le gouvernement a par la suite corrigé la situation, en obligeant les restaurateurs AVV à posséder un permis d’alcool. La venue de cette pratique a revigoré plusieurs restaurants de ce quartier affichant dans leur vitrine l’intitulé « Apportez votre vin », ce qui en fait un des quartiers les plus dynamiques en matière de restauration et surtout, de diversité de cuisines.
La pratique « Apportez Votre Vin » (AVV) existe dans plusieurs pays notamment sous l’appellation « Bring Your Own Wine » (BYOW) ou « Bring Your Own Bottle » (BYOB) ou simplement BYO en Grande-Bretagne et aux États-Unis (principalement à Philadelphie et Chicago). Ces villes américaines et les États qui produisent les vins ont tendance à offrir des vins à prix élevés, ce qui se traduit par une vente de vins plutôt dispendieux dans les restaurants. Fait à noter, un permis d’alcool n’est pas obligatoire dans ces États et toute forme d’alcool peut être consommé dans ces restaurants. Par ailleurs, des droits de bouchon sont exigés.
En Ontario, au Canada, la pratique « Bring Your Own Wine » est en développement et dans la plupart des cas, des droits de bouchon sont demandés. 